# Melt-Banana
Melt-Banana es un dúo de noise rock originario de Japón, fundada en 1992 en Tokio por Yasuko Onuki (también conocida como Yasuko O. o sólo Yako), Agata Ichirou, Rika mm', y más tarde Toshiaki Sudoh.

## Historia
Melt-Banana ha lanzado 10 trabajos de larga duración y 23 EP. En 1997 crearon su propia compañía de grabación llamada A-ZAP, con la que han lazado la mayoría de sus trabajos. La banda ha sufrido constantemente modificaciones en la batería. Han realizado grandes giras en los Estados Unidos y Europa, donde han ganado muchísimos seguidores, debido a sus espectáculos en vivo, los cuales son considerados fantásticos y llenos de energía. Recientemente han grabado un tema para el programa "Perfect Hair Forever", transmitido en AdultSwim de Cartoon Network. Su nuevo álbum se llama "Bambi's Dilemma" y fue lanzado en abril de 2007. Actualmente terminaron su gira en Estados Unidos, donde estuvieron compartiendo escenario con Tool.

## Estilo
La música de Melt-Banana es considerada noise rock, pero se pueden apreciar elementos de punk rock, thrash y pop, especialmente en sus últimos trabajos. Sus primeros álbumes, están grabados a una baja calidad y con muchas distorsiones de guitarra; en trabajos posteriores como Teeny Shiny, Cell-Scape y Bambi's Dilemma, se puede apreciar un sonido más accesible y de mejor calidad.
La vocalista Yasuko se caracteriza por cantar a una increíble velocidad y con un sonido más pop en sus últimos discos.
El guitarrista Agata utiliza muchos pedales de efectos, que al momento de tocar parecería hacer de dj en algunas ocasiones. Usa una máscara de cirugía, debido a una enfermedad que tiene, que le hace sangrar demasiado la nariz[cita requerida].

## Versiones
Melt Banana es conocida por tocar una selección de covers muy variada.
- "Black Is the Color of My True Love's Hair" (Nina Simone/traditional) – estudio
- "Faint Heart" (The Birthday Party) – estudio – compilación Release the Bats
- "Fun House" (The Stooges) – en vivo, con Mike Watt
- "Government Flu" (Dead Kennedys) – en vivo, con Jello Biafra
- "GST 483" (The Dogs) – estudio – Doggy Style: The Dogs Tribute (Comp)
- "Heart of Glass" (Blondie) – en vivo (2007). Tocaron dos versiones diferentes, una más rápida, y la otra más lenta.
- "Love Song" (The Damned) – estudio – アイノウタ EP (2006)
- "Monkey Man" (Toots & the Maytals) – estudio – split 7"
- "My Generation" (The Who) – en vivo(2002)
- "Neat Neat Neat" (The Damned) – estudio – Charlie
- "Paint It, Black" (The Rolling Stones) – en vivo y pretendidamente fue grabada, pero no fue usada en una compilación.
- "Showroom Dummies" (Kraftwerk) – estudio – Musique Non-Stop: A Tribute to Kraftwerk compilación
- "Surfin' USA"/"You're Welcome" (The Beach Boys) – estudio – MxBx 1998/13,000 Miles at Light Velocity. "Surfin' USA" también ha sido tocado en vivo, muchas veces con un intro de Lenny Kravitz's "Are You Gonna Go My Way"
- "Tintarella di Luna" (Mina Mazzini) – estudio – split 7"
- "Uncontrollable Urge" (Devo) – en vivo(2005). Una versión estudio estrenó en un CD split.
- "We Will Rock You" (Queen) – estudio – Dynamite with a Laser Beam compilación
- "White Christmas" (Bing Crosby) – estudio – The Christmas Album compilación. Es común que la canción  "Here Comes Santa Claus" del mismo CD se atribuye a Melt-Banana, pero de hecho es por (Seagull Screaming Kiss Her Kiss Her), una banda parecida que también es de Japón.
- "Wordy Rappinghood" (Tom Tom Club) – estudio
- "What a Wonderful World" (Louis Armstrong) – en vivo – Tour de EE. UU. (2011)

## Miembros
- Yasuko Onuki - Vocalista
- Ichirou Agata - Guitarras, Efectos
- Rika mm' - Bajo

## Discografía
- Speak Squeak Creak (1994)
- Cactuses Come In Flocks (1994)
- Scratch Or Stitch (1995)
- Charlie (1998)
- MxBx 1998/13,000 Miles At Light Velocity (1999)
- Teeny Shiny (2000)
- Cell-Scape (2003)
- 13 Hedgehogs (2005)
- Split with Fantômas (2005)
- Bambi's Dilemma (2007)
- Melt-Banana Lite Live Ver 0.0 (2009)
- Fetch (2013)
- 3+5 (2024)